# Die feuerrote Baronesse
Die feuerrote Baronesse (en alemany La baronessa de foc) és una pel·lícula bèl·lica i d'espionatge alemanya del 1959 dirigida per Rudolf Jugert i protagonitzada per Joachim Fuchsberger i Dawn Addams. Fou seleccionada per participar en la secció oficial (però fora de concurs) del Festival Internacional de Cinema de Sant Sebastià 1959.

## Argument
Un agent d'intel·ligència britànic, Tailor, és enviat a territori alemany, als afores de Berlín on ha de robar uns documents secrets d'un laboratori atòmic. opera a territori alemany amb ajut d'una espia del país, coneguda com "la baronessa de foc". S'enamora de la filla d'un SS que rescata i l'ajuda a complir la seva missió. Durant la fugida ha d'abandonar-la; la baronessa cau sota els cops enemics.

## Protagonistes
- Joachim Fuchsberger: Capità Tailor
- Dawn Addams: Baronessa Szaga de Bor
- Wera Frydtberg: Juliane Urbaneck
- Paul Dahlke: Oberst Urbaneck, pare de Juliane
- Hans Nielsen: Professor Reimer, oncle de Julianes
- Albert Hehn: Tinent